# Groupe Hamelin
Die Groupe Hamelin ist ein Hersteller von Papierwaren und Büroartikeln mit Sitz in Caen, Frankreich.

## Geschichte
Das Unternehmen wurde 1864 von Ernest Hamelin in Caen gegründet. Anfangs wurden vor allem Materialien zur Buchführung produziert. Nach dem Zweiten Weltkrieg übernahm der Enkelsohn Robert Hamelin das Unternehmen und baute es aus. Es wurden nun vor allem auch Lehrbücher und Unterrichtsmaterialien produziert. Seit den 1990er Jahren expandierte das Unternehmen und stellt auch Büroartikel und Papierwaren her. So wurden einige Marken, darunter der deutsche Büromittelhersteller ELBA (1999) und der britische Briefumschlaghersteller John Dickinson Stationery (2005) übernommen. Hamelin erwarb im Dezember 2023 die Unternehmensgruppe Pelikan Holding. Anfang des Jahres 2025 wurde der Vertrieb von der Pelikan Group an Hamelin übertragen. Heute hat die Groupe Hamelin Standorte in Europa, Nord- und Südamerika, Australien und Asien. Insgesamt unterhält das Unternehmen 27 Werke in 9 Ländern.

## Wirtschaftliche Bedeutung
Die Groupe Hamelin produziert 200 Millionen Artikel pro Jahr, 60 Prozent aller in Frankreich verkauften Schulhefte werden von der Gruppe produziert. Das Unternehmen hat über 3000 Mitarbeiter und setzte 2010 600 Millionen Euro um.

## Marken
Zur Groupe Hamelin gehören die Marken Oxford, ELBA, Landré, Pelikan und Canson. Auch die Eigenmarke EXPERTIZ von Aldi wird regelmäßig von Hamelin beliefert.

## Produkte
Das Unternehmen produziert unter anderem Künstlerpapiere, Schulhefte, Brief- und Versandumschläge, Ordner, Zeichengeräte, Mappen, Schutzfolien, Bücher und Büromöbel.